# David von Schulzenheim den yngre
David von Schulzenheim, född den 27 augusti 1788 på Grönso, död den 4 januari 1848, var en svensk friherre och ämbetsman.

## Biografi
von Schulzenheim blev 1802 student vid Uppsala universitet, 1808 extra ordinarie kanslist i Inrikes civilexpeditionen, 1809 hovjunkare och samma år andre sekreterare i Kabinettet för utrikes brevväxlingen samt avancerade sedan hastigt såväl inom hovet som inom Kabinettet, delvis utan tvivel på grund av sin berömde farfars inflytande. År 1825 utnämndes han till hovkansler, i vilken egenskap han ofta förestod utrikesstatsministerns portfölj, 1838 till statsråd och 1840 till president i Bergskollegium. År 1830 erhöll han friherrlig värdighet. von Schulzenheim var en rutinerad ämbetsman, men ingen mera framstående politisk personlighet.
David von Schulzenheim tillhörde ätten von Schulzenheim. Han var son till kaptenen vid Upplands regemente Carl Jakob von Schultzenheim  och han var sonson till David von Schulzenheim den äldre. David von Schulzenheim den yngre var far till politikern David von Schulzenheim. Han var farfar till Ida von Schulzenheim.